# نیکوس نیکولائیدیس
نیکوس نیکولائیدیس (یونانی: Νίκος Γεωργίου Νικολαΐδης؛ ۲۵ اکتبر ۱۹۳۹ – ۵ سپتامبر ۲۰۰۷) کارگردان سینما و تئاتر، فیلم‌نامه‌نویس، نویسنده و تهیه‌کننده موسیقی اهل یونان بود. او از چهره‌های مطرح سینمای تجربی و هنری اروپا به‌شمار می‌رود.
مشهورترین اثرش، اسلینگ سنگاپوری، یک فیلم کالت زیرزمینی است که آن را در سال ۱۹۹۰ ساخت.